# Arsenal F.C.
Arsenal Football Club je engleski nogometni klub sa sjedištem u sjevernom Londonu. Klub je najčešće spominjan kao Arsenal, a poznat je i pod nadimkom Topnici (The Gunners). Klub igra u FA Premier Ligi i jedan je od najuspješnijih engleskih klubova. Osvojili su 13 Premiershipa, 14 FA kupova, no nikad nisu osvojili naslov europskog prvaka, a samo su 2006. igrali u finalu Lige prvaka. Međutim, osvojili su Kup kupova i Kup velesajamskih gradova. Arsenal spada u klasične klubove FIFA.
Arsenal je osnovan u sjeveroistočnom Londonu 1886., a 1913. preselio je na stadion Highbury i tamo igrao domaće utakmice sve do proljeća 2006. da bi se potom u ljetu iste godine preselio na novoizgrađeni stadion Ashburton Grove, kasnije poznat kao Emirates Stadium, koji prima 60.355 gledatelja. Arsenalov suparnik iz sjevernog Londona je klub Tottenham Hotspur. Njihov dugogodišnji trener je Arsène Wenger koji je klub vodio od 1996. do 2018. godine. U tom je razdoblju Arsenal ostvario niz od 49 utakmica bez poraza.

## Povijest
Arsenal je osnovan kao Dial Square, 1886. godine od strane radnika tvornice oružja Royal Arsenal u Woolwichu, no klubu je ubrzo nakon osnutka ime promijenjeno u Royal Arsenal. Sam klub ponovno je preimenovan u Woolwich Arsenal nakon ulaska u profesionalne vode 1891. godine. Klub se pridružio Football Leagueu 1893. godine. Započeli su u drugoj ligi, a promociju u prvu ligu zaslužili su 1904. Međutim, klupska geografska izolacija od ostalih klubova uzrokovala je nisku posjećenost utakmica te je Arsenal zapao u financijsku krizu. Godine 1913., uskoro nakon propadanja u drugu ligu, klub se preselio na novi stadion, Highbury, u sjevernom Londonu. Iduće godine izbacili su Woolwich iz imena. Arsenal je završio samo na 5. mjestu godine 1919., no bez obzira na to bili su izabrani za promociju u prvu ligu na štetu gradskih rivala Tottenham Hotspura. Od tuda potječe veliko rivalstvo tih dvaju klubova.
Godine 1925. Arsenal zapošljava visoko rangiranog trenera Herberta Chapmana. Chapman je bio osvojio ligu s Huddersfield Townom 1924. i 1925. i baš je on Arsenalu donio prvo poglavlje uspjeha u povijesti. Njegova revolucionarna taktika i treninzi, zajedno s dovođenjem zvijezda poput Alexa Jamesa i Cliffa Bastina postavili su temelje za Arsenalovu nogometnu dominaciju u engleskom nogometu 1930-ih. Između 1930. i 1938. Arsenal je pet puta osvojio prvu ligu, a FA kup dva puta. Na žalost Chapman nije doživio da vidi sva svoja dostignuća jer je umro 1934. godine od upale pluća. Uz to, Chapman je bio zaslužan što je lokalna željeznička stanica nazvana prema Arsenalu. Bila je to prva i jedina stanica koja je nosila ime nekoga nogometnog kluba.
Nakon pauze u engleskom nogometu, zbog Drugog svjetskog rata, Arsenal je osvojio ligu 1948. i 1953., a FA kup 1950. Nakon toga njihova sreća počela je venuti. U nemogućnosti privlačenja igrača dovoljno velikog kalibra, Arsenal je proveo većinu 1950.-ih i 1960.-ih bez trofeja. Čak ni bivši engleski kapetan Billy Wright nije mogao donijeti klubu uspjeh kao trener.
Arsenalova iduća uspješna era počela je iznenađujućim zapošljavanjem klupskog fizioterapeuta Bertiea Meea za trenera 1966. godine. Nakon što su izgubili u dva finala Liga kupa, osvojili su Kup velesajamskih gradova, svoj prvi europski trofej, 1970. godine. Nakon toga došao je još veći trijumf, prvi put su osvojili i ligu i FA kup 1971. Međutim, sljedeće desetljeće bilo je karakterizirano mnogim bliskim promašajima. Arsenal je završio kao viceprvak u prvoj ligi 1973., izgubili su u 3 finala FA kupa (1972., 1978., i 1980.), a izgubili su i Kup pobjednika kupova 1980. godine u finalu na jedanaesterce. Jedini klupski uspjeh u to vrijeme bilo je osvajanje FA kupa 1979. s kasnim pogotkom za pobjedu od 3-2 nad Manchester Unitedom. Taj se susret u svijetu smatra jednim od klasika.
Povratak bivšeg igrača Georgea Grahama u Arsenal, na mjesto trenera 1986. doveo je treću eru uspjeha. Arsenal je osvojio Liga kup 1987., u Grahamovoj prvoj sezoni na klupi. Nakon toga usljedilo je osvajanje Lige 1989., koju su osvojili pogotkom u posljednjoj minuti, u posljednjoj utakmici sezone i protiv izravnih konkurenata za titulu Liverpoola. Grahamov Arsenal osvojio je još jednu titulu prvaka 1991. godine. U toj su sezoni izgubili samo jednu utakmicu. Zatim FA kup i liga kup (tzv. double), 1993. i svoj drugi Euro trofej, Kup pobjednika kupova 1994. Međutim, Grahamova reputacija bila je jako narušena kada se saznalo da je dobivao poticaje od menadžera Runea Haugea da kupi neke igrače. Zbog toga je dobio otkaz 1995. godine. Njegova zamjena, Bruce Rioch, potrajao je samo jednu sezonu, napustio je klub nakon prepirke s upravom oko budžeta za transfere.
Svoje uspjehe u posljednjim godinama 1990.-ih i cijelim 2000-ima klub duguje Arsèneu Wengeru koji je u klub došao 1996. Wenger je sa sobom donio nove taktike, novi režim treninga i nekoliko stranih igrača koji su upotpunili postojeći engleski talent. Arsenal je osvojio još jedan double 1998. a nakon toga i treći 2002. U dodatku, klub je došao do finala Kupa UEFA (izgubili su na jedanaesterce od Galatasaraya), osvojili su FA kup 2003. i 2005., a kao šećer na kraju osvojili su Premiership 2004. ne izgubivši niti jednu utakmicu. Zbog toga su dobili nadimak The Invincibles (Nepobjedivi), uspjeli su odigrati 49 utakmica bez poraza.
Arsenal je bio pobjednik ili drugi u Premiershipu u osam od deset Wengerovih sezona. Oni su jedna od 4 ekipe koje su osvojile Premiership od njegovog osnutka 1993. godine. (zajedno s Manchester Unitedom, Blackburnom i Chelseajem), međutim još nikada nisu uspjeli obraniti naslov. Sve do nedavno, Arsenal nije uspio otići dalje od četvrtfinala u Ligi prvaka, no u sezoni 2005./06. došli su do finala, kada ih je porazila Barcelona rezultatom 2:1.

## Klupski uspjesi

### Domaći uspjesi
Prvenstvo Engleske: 1930./31., 1932./33., 1933./34., 1934./35., 1937./38., 1947./48., 1952./53., 1970./71., 1988./89., 1990./91., 1997./98., 2001./02., 2003./04.
Pobjednik FA kupa: 1930., 1936., 1950., 1971., 1979., 1993., 1998., 2002., 2003., 2005., 2014., 2015., 2017., 2020.
Pobjednik Liga kupa: 1987., 1993.
Superkup Engleske (Charity Shield, Community Shield): 1930., 1931., 1933., 1934., 1938., 1948., 1953., 1991., 1998., 1999., 2002., 2004., 2014., 2015., 2017., 2020., 2023.

### Europski uspjesi
Kup velesajamskih gradova:
- Prvak (1): 1969./70. (Finale Kupa velesajamskih gradova 1970. wfinale)

Kup UEFA:
- Finalist (1): 1999./00. (finale)

UEFA Europska liga
- Finalist (1): 2018./19. (finale)

| 1969./70. | Arsenal | 1:3, 3:0       | Anderlecht  |
| 1999./00. | Arsenal | 0:0 (1:4 11 m) | Galatasaray |
| 2018./19. | Arsenal | 1:4            | Chelsea     |

Kup pobjednika kupova
- Pobjednik (1): 1993./94. (finale)
- Finalist (1): 1979./80. (finale), 1994./95. (finale)

| 1979./80. | Arsenal | 0:0 (4:5 11 m) | Valencia C.F. |
| 1993./94. | Arsenal | 1:0            | Parma FC      |
| 1994./95. | Arsenal | 1:2            | Real Zaragoza |

UEFA Superkup
- Finalist (1): 1994.

| 1994. | Arsenal | 0:0, 0:2 | A.C. Milan |

UEFA Liga prvaka
- Finalist (1): 2005./06. (finale)

| 2005./06. | Arsenal | 1:2 | FC Barcelona |

## Grb
Arsenal je tijekom godina promijenio tri grba.

### Arsenalov grb iz 1888.
Arsenalov prvi grb imao je tri topa koji stoje uspravno kao dimnjaci, pa su i često zamijenjivani s njima. No lavlje glave su dokazale da su to topovi. Tek su 1922. predstavili grb s jednim topom koji je bio okrenut prema istoku. Nadimak Topnici dobili su 1925. nakon što su predstavili top okrenut prema zapadu.

### Arsenalov grb od 1949. – 2002.
Arsenal je 1949. predstavio grb s istim rasporedom topa i natpisom posebnim rukopisom i latinskim motom Victoria Concordia Crescit (pobjeda dolazi od sklada).

### Arsenalov sadašnji grb
Arsenal je 2002. predstavio novi grb jer nije mogao dobiti autorsko pravo za priješnje grbove.

## Dresovi
U povijesti su Arsenalovi dresovi uglavnom bili crveni s bijelim rukavima i hlačama, no to nije uvijek bio slučaj. Crvena boja bila je dar od Nottingham Foresta za osnivanje 1886. No na prvoj utakmici nije bilo dresova pa su osnivači pisali pismo i dobili dresove i lopte. Bila je malo tamnije crvene, skoro ljubičaste s kričavo crvenim hlačama. Te boje inspirirale su Spartu Prag da 1909. uzme tamnocrvenu boju dresa koju ima i do danas.

## Stadion
Stadion Highbury je bio Arsenalov stadion od preseljenja u sjeverni London 1913. Klub je od sezone 2006./07. dobio novi, Ashburton Grove kasnije poznat kao Emirates Stadium, kojeg sponzorira emiratska aviokompanija Fly Emirates. Ta je tvrtka ujedno bila i glavni Arsenalov sponzor do sezone 2013./14.

## Poznati igrači
Igrači su svrstani po godini debija za klub (u zagradama):
- 1920-e: Jimmy Brain (1924.), Joe Hulme (1926.), Eddie Hapgood (1927.), David Jack (1928.), Cliff Bastin (1929.), Alex James (1929.).
- 1930-e: Leslie Compton (1930.), Ted Drake (1934.), Wilf Copping (1934.), George Swindin (1936.), Denis Compton (1936.), Reg Lewis (1938.).
- 1940-e: Walley Barnes (1946.), Jimmy Logie (1946.), Joe Mercer (1946.), Laurie Scott (1946.), Doug Lishman (1948.).
- 1950-e: Cliff Holton (1950.), Dave Bowen (1951.), Jack Kelsey (1951.), Jimmy Bloomfield (1954.), David Herd (1954.).
- 1960-e: George Armstrong (1962.), Bob Wilson (1963.), John Radford (1963.), Frank McLintock (1964.), Peter Simpson (1964.), Sammy Nelson (1965.), Bob McNab (1966), George Graham (1966.), Pat Rice (1967.), Charlie George (1969.), Ray Kennedy (1969.).
- 1970-e: Liam Brady (1973.), Frank Stapleton (1975.), David O'Leary (1975.), Pat Jennings (1977.), Graham Rix (1977.).
- 1980-e: Paul Davis (1980.), Kenny Sansom (1980.), Tony Adams (1983.), Martin Keown (1984.), David Rocastle (1985.), Paul Merson (1986.), Michael Thomas (1986.), Steve Bould (1988.), Lee Dixon (1988.), Nigel Winterburn (1988.).
- 1990-e: David Seaman (1990.), Ian Wright (1991.), Ray Parlour (1992.), Dennis Bergkamp (1995.), David Platt (1995.), Patrick Vieira (1996.), Emmanuel Petit (1997.), Marc Overmars (1997.), Nicolas Anelka (1997.), Fredrik Ljungberg (1998.), Thierry Henry (1999.).
- 2000-e: Ashley Cole (2000.), Lauren (2000.), Robert Pirès (2000.), Sol Campbell (2001.), Kolo Touré (2002.), Gilberto Silva (2002.), Jens Lehmann (2003.), Cesc Fabregas (2003.),  Robin van Persie (2004.).
- 2010-e: Lukas Podolski (2012), Alexis Sánchez (2014), Petr Čech (2015).

## Menadžeri kluba kroz povijest
Od 13. prosinca 2015. broje se samo natjecateljske utakmice:
| Ime              | Država | Od                  | Do                  | Rekord | Rekord | Rekord | Rekord | Rekord | Rekord |
| Ime              | Država | Od                  | Do                  | Uta.   | Pob.   | Izj.   | Por.   | PoP.   | PrP.   |
| ---------------- | ------ | ------------------- | ------------------- | ------ | ------ | ------ | ------ | ------ | ------ |
| Sam Hollis       |        | kolovoz 1894.       | srpanj 1897.        | 95     | 43     | 14     | 38     | 213    | 181    |
| Thomas Mitchell  |        | kolovoz 1897.       | ožujak 1898.        | 26     | 14     | 4      | 8      | 66     | 46     |
| George Elcoat    |        | ožujak 1898.        | svibanj 1899.       | 43     | 23     | 6      | 14     | 92     | 55     |
| Harry Bradshaw   |        | kolovoz 1899.       | svibanj 1904.       | 189    | 96     | 39     | 54     | 329    | 173    |
| Phil Kelso       |        | srpanj 1904.        | veljača 1908.       | 151    | 63     | 31     | 57     | 225    | 228    |
| George Morrell   |        | veljača 1908.       | svibanj 1915.       | 294    | 104    | 73     | 117    | 365    | 412    |
| Leslie Knighton  |        | svibanj 1919.       | lipanj 1925.        | 267    | 92     | 62     | 114    | 330    | 380    |
| Herbert Chapman  |        | lipanj 1925.        | 6. siječnja 1934.   | 403    | 201    | 97     | 105    | 864    | 598    |
| Joe Shaw         |        | 6. siječnja 1934.   | lipanj 1934.        | 23     | 14     | 3      | 6      | 44     | 29     |
| George Allison   |        | lipanj 1934.        | svibanj 1947.       | 283    | 131    | 75     | 77     | 543    | 333    |
| Tom Whittaker    |        | lipanj 1947.        | 24. listopada 1956. | 428    | 202    | 106    | 120    | 797    | 566    |
| Jack Crayston    |        | 24. listopada 1956. | svibanj 1958.       | 77     | 33     | 16     | 28     | 142    | 142    |
| George Swindin   |        | 21. lipnja 1958.    | svibanj 1962.       | 179    | 70     | 43     | 66     | 320    | 320    |
| Billy Wright     |        | svibanj 1962.       | lipanj 1966.        | 182    | 70     | 43     | 69     | 336    | 330    |
| Bertie Mee       |        | lipanj 1966.        | 4. svibnja 1976.    | 539    | 241    | 148    | 150    | 739    | 542    |
| Terry Neill      |        | 9. srpnja 1976.     | 16. prosinca 1983.  | 414    | 187    | 117    | 112    | 601    | 446    |
| Don Howe         |        | 16. prosinca 1983.  | 22. ožujka 1986.    | 116    | 56     | 32     | 31     | 187    | 142    |
| Steve Burtenshaw |        | 23. ožujka 1986.    | 14. svibnja 1986.   | 11     | 3      | 2      | 6      | 7      | 15     |
| George Graham    |        | 14. svibnja 1986.   | 21. veljače 1995.   | 460    | 225    | 133    | 102    | 711    | 403    |
| Stewart Houston  |        | 21. veljače 1995.   | 15. lipnja 1995.    | 19     | 7      | 3      | 9      | 29     | 25     |
| Bruce Rioch      |        | 15. lipnja 1995.    | 12. kolovoza 1996.  | 47     | 22     | 15     | 10     | 67     | 37     |
| Stewart Houston  |        | 12. kolovoza 1996.  | 15. rujna 1996.     | 6      | 2      | 2      | 2      | 11     | 10     |
| Pat Rice         |        | 16. rujna 1996.     | 30. rujna 1996.     | 4      | 3      | 0      | 1      | 10     | 4      |
| Arsène Wenger    |        | 30. rujna 1996.     | 13. svibnja 2018.   | 1091   | 628    | 252    | 211    | 1875   | 981    |
| Unai Emery       |        | 23. svibnja 2018.   | 2019.               | 37     | 23     | 6      | 8      | 74     | 46     |

## Arsenal Ladies
Arsenal Ladies F.C. je ženski nogometni klub povezan s Arsenalom, osnovan 1987. godine. Domaće utakmice igraju u Boreham Wood-u. Arsenal L.F.C. je najuspješniji klub u engleskom ženskom nogometu, osvojivši do sada ukupno 38 trofeja.

## Vanjske poveznice
- Službena stranica